# مری ولستون‌کرافت
مری وُلستون‌کرافت (به انگلیسی: Mary Wollstonecraft) (زادهٔ ۲۷ آوریل ۱۷۵۹ در ناحیه «اسپیتال فیلد» در حومهٔ لندن – درگذشتهٔ ۱۰ سپتامبر ۱۷۹۷) ادیب و نویسنده انگلیسی بود. وی را نخستین فمینیست انگلستان خوانده‌اند.
مری ولستون‌کرافت در طول دوران کوتاه حرفه‌ای خود، رمان‌ها، رساله‌ها، یک روایت سفرنامه، یک تاریخچه از انقلاب فرانسه، یک کتاب رفتار و یک کتاب کودکان نوشت. ولستون‌کرافت بیشتر به خاطر کتاب «احقاق حقوق زنان» (۱۷۹۲) شناخته می‌شود که در آن استدلال می‌کند زنان به‌طور طبیعی از مردان پایین‌تر نیستند، بلکه تنها به این دلیل که از آموزش مناسب محروم‌اند، چنین به نظر می‌رسند. او پیشنهاد می‌کند که هم مردان و هم زنان باید به عنوان موجوداتی منطقی مورد توجه قرار گیرند و نظم اجتماعی مبتنی بر عقل را تصور می‌کند.
پس از دو رابطه ناموفق با یوهان هاینریش فوسلی و گیلبرت ایملی (که از او صاحب دختری به نام فنی ایملی شد)، ولستون‌کرافت با فیلسوف ویلیام گادوین، یکی از پیشگامان جنبش آنارشیستی، ازدواج کرد. او در سن ۳۸ سالگی درگذشت و چندین دست‌نوشته ناتمام را از خود به جا گذاشت. او ۱۱ روز پس از تولد دختر دومش، مری شلی، که خود نویسنده‌ای برجسته و خالق رمان «فرانکنشتاین» شد، از دنیا رفت.
بیوهٔ ولستون‌کرافت، ویلیام گادوین، یک «خاطرات» (۱۷۹۸) از زندگی او منتشر کرد که شیوه زندگی غیر متعارف او را آشکار ساخت و به‌طور ناخواسته باعث شد تا شهرت او تقریباً به مدت یک قرن تخریب شود. با این حال، با ظهور جنبش فمینیست در اوایل قرن بیستم، حمایت ولستون‌کرافت از برابری زنان و انتقادهایش از زنانگی سنتی به‌طور فزاینده‌ای مهم شد و او به عنوان یکی از پیشگامان فمینیسم مدرن شناخته شد.

## زندگی
مری ولستون‌کرافت از نویسندگان و فیلسوفان قرن هجدهم بریتانیا بود. او هوادار برابری اجتماعی و آموزشی برای زنان بود. اثر مشهور وی احقاق حقوق زنان که در سال ۱۷۹۲ منتشر گردید از متون کلاسیک فمینیستی محسوب می‌شود. او رمان‌ها و مقالات متعدد و همچنین سفرنامه و تاریخ انقلاب فرانسه را نگاشته است.
مری ولستون کرافت مدتی به معلمی پرداخت و چند کتاب از جمله رمان ماری: یک داستان را منتشر کرد. پس از آن در مؤسسه انتشاراتی جیمز جانسون که ناشرش بود مشغول به کار شد. با آغاز انقلاب کبیر فرانسه مری در سال ۱۷۹۲ به پاریس رفت تا شاهد انقلاب باشد. در آنجا با گیلبرت ایملی که سروانی آمریکایی بود زندگی کرد و نخستین دخترش فانی ایملی را در بهار ۱۷۹۴ به دنیا آورد. رابطه آنها تا سال بعد به تیرگی گرایید و مری خودکشی ناموفقی کرد. پس از آن به لندن بازگشت و دوباره به کار در مؤسسه انتشاراتی جانسون پرداخت. جانسون گروه انقلابی بانفوذی را نیز هدایت می‌کرد و مری به عضویت این گروه درآمد. دیگر اعضا عبارت بودند از:ویلیام گادوین، توماس پین، توماس هول‌کرافت، ویلیام بلیک و ویلیام ووردزورث.
اشتیاق شدید به حقوق طبیعی در اواخر سدهٔ هجدهم، برخی از افراد را به‌ناچار به طرح مسئلهٔ حقوق زنان سوق داد. مری ولستون‌کرافت در پاسخ به تأملاتی بر انقلاب در فرانسه نوشتهٔ ادموند برک، کتاب دفاع از حقوق انسانها را نوشت که در آن ادعا کرد: «حقی که یک انسان در بدو تولد از آن برخوردار است درجه‌ای از آزادی، تمدن و دین است که با آزادی دیگر اشخاصی که با او در جامعه زندگی می‌کنند، سازگار است.»
دو سال بعد احقاق حقوق زنان را به چاپ رساند. وی در آن‌جا می‌پرسد: «تصور کنید… آیا وقتی مردان از آزادی خود راضی و خشنودند… این رضایت ظلمی در حق زنان مطیع نیست؟» نظر او دربارهٔ حقوق زنان، کاملاً بر مبنای اصطلاحات آزادی‌خواهانهٔ برابری و حقوق طبیعی بنا شده است.

## آثار مهم
بخش عمده‌ای از آثار اولیه مری ولستونکرافت به موضوع آموزش اختصاص دارد. او یک مجموعه‌ای از گزیده‌های ادبی به نام «خواننده زن» برای بهبود وضعیت زنان جوان گردآوری کرد و دو اثر کودکانه را ترجمه کرد. در کتاب‌های «اندیشه‌هایی دربارهٔ آموزش دختران» (۱۷۸۷) و «داستان‌های واقعی از زندگی واقعی» (۱۷۸۸)، ولستونکرافت بر اهمیت آموزش کودکان با ارزش‌های طبقه متوسط نوظهور مانند خودانضباطی، صداقت، صرفه‌جویی و رضایت اجتماعی تأکید می‌کند. همچنین او به نقش پررنگ ایمان مذهبی و احساسات ذاتی در تربیت تأکید می‌کند که او را از فیلسوفانی مانند جان لاک متمایز می‌سازد. ولستونکرافت استدلال می‌کند که زنان خوب آموزش‌دیده، همسران و مادران خوبی خواهند بود و در نهایت به نفع کشور عمل خواهند کرد.